# Schreyer
Schreyer ist ein deutscher Familienname.

## Namensträger
- Adolf Schreyer (1828–1899), deutscher Maler
- Alf Schreyer (1915–1993), deutscher Bibliothekar, Archivar und Publizist
- Alfred Schreyer (1922–2015), polnischer Sänger und Geiger
- Christian Heinrich Schreyer (1751–1823), deutscher evangelischer Pfarrer und Komponist von Kirchenmusik
- Dirk Schreyer (* 1944), deutscher Ruderer
- Edward Schreyer (* 1935), kanadischer Politiker
- Frank-Olaf Schreyer, deutscher Mathematiker
- Franz Schreyer (Maler) (1858–1938), deutscher Landschaftsmaler und Aquarellist
- Friedrich Julius Schreyer (1861–1932), deutscher Unternehmer
- Georg Schreyer (1884–1961), deutscher SS-Gruppenführer und Generalleutnant der Polizei
- Hans Schreyer (1886–1945), deutscher Politiker (SPD, USPD, KPD)
- Heinrich Schreyer (1793–1847), österreichischer Tierhändler und Menageriebesitzer
- Helmut Schreyer (1912–1984), deutscher Fernmeldefachmann und Computerpionier
- Hermann Schreyer (1840–1907), deutscher Philologe, Dramatiker und Literaturhistoriker
- Hermann Schreyer (Archivar) (* 1933), deutscher Archivar
- Isaac Schreyer (1890–1948), Lyriker und Übersetzer
- Johannes Schreyer (Mediziner) (1631–1694), deutscher Stadtphysikus
- Johannes Schreyer (Musikwissenschaftler) (1856–1929), deutscher Musikwissenschaftler
- Julius Heinrich Schreyer (1815–1888), deutscher Bergmann und Privatschullehrer
- Karl Schreyer (1891–1956), deutscher SA-Führer
- Kerstin Schreyer (* 1971), deutsche Politikerin (CSU), MdL
- Klara Schreyer (* 1936), deutsche Politikerin (CDU)
- Lothar Schreyer (1886–1966), deutscher Publizist und Maler
- Manfred Schreyer, deutscher Kameramann
- Martin Schreyer (15./16. Jh.), Dresdner Ratsherr und Bürgermeister
- Max Schreyer (1845–1922), sächsischer Forstbeamter und Heimatdichter
- Max Schreyer (Artist) (?–1919), US-amerikanischer Fahrradartist
- Michaele Schreyer (* 1951), deutsche Politikerin (Grüne)
- Nicole Schreyer (* 1977), österreichische Politikerin (Grüne) und Biologin
- Otto Schreyer (1831–1914), deutscher Journalist, Dramaturg und Dramatiker
- Paul Schreyer (* 1977), deutscher Journalist und Autor
- Peter Schreyer (* 1953), deutscher Autodesigner
- Sebald Schreyer (1446–1520), Nürnberger Humanist, Gotteshausmeister von St. Sebald und Freund von Adam Kraft
- Stefan Schreyer (* 1946), deutscher Leichtathlet
- Steffen Schreyer (* 1968), deutscher Dirigent und Kirchenmusikdirektor
- Thomas Schreyer (* 1966), deutscher Schauspieler, Dozent und Coach
- Timo Schreyer (* 1965), deutscher Politiker (AfD)
- Valentin Schreyer (Papiermacher) (um 1606–1685), deutscher Papiermacher und Unternehmer
- Valentin Schreyer (Schauspieler) (* 1978), österreichischer Schauspieler
- Werner Schreyer (Geologe) (1930–2006), deutscher Geowissenschaftler und Mineraloge
- Werner Schreyer (Schauspieler) (* 1970), österreichisches Fotomodel und Schauspieler
- Wilhelm Schreyer (1897–1968), deutscher Politiker (SPD)
- William Schreyer (1928–2011), US-amerikanischer Unternehmer
- Wolfgang Schreyer (1927–2017), deutscher Schriftsteller